# تپه اوزرریک‌تپه
تپه اوزرریک تپه مربوط به عصر مس است و در شهرستان هشترود، بخش مرکزی، روستای قره سقال واقع شده و این اثر در تاریخ ۱۱ مرداد ۱۳۸۴ با شمارهٔ ثبت ۱۲۶۳۲ به‌عنوان یکی از آثار ملی ایران به ثبت رسیده است.